# Vrå, Danmark
Vrå är en tätort i Hjørrings kommun i Region Nordjylland i Danmark. Tätorten har 2 592 invånare (2024). Den ligger på ön Vendsyssel-Thy, cirka 12 kilometer söder om Hjørring. Vrå var centralort i Løkken-Vrå kommun fram till kommunreformen 2007.